# ClayFighter 63⅓
ClayFighter 63⅓ (Sixty Three and a Third) es un videojuego de lucha lanzado para Nintendo 64 por Interplay en 1997. Originalmente se había planeado lanzarlo junto con la Panasonic M2 de la compañía 3DO, pero luego de la repentina cancelación del estreno de la consola, el videojuego se adaptó para la empresa Nintendo.

## Modo del juego
Al igual que los juegos anteriores ClayFighter y C2 Judgement Clay (ambos publicados en Super Nintendo), Clayfighter 63⅓ hace uso del método stop-motion utilizando plastilina para animar a los personajes, en lugar de la animación tradicional por computadora para producir su efecto visual tan característico. Los escenarios, por otro lado, sí fueron creados de manera convencional. 
Debido a que en aquel momento muchos de los juegos para la Nintendo 64 habían sido nombrados con el número "64" (como Pilotwings 64, Super Mario 64, etc.) los creadores decidieron parodiarlos, asignándole el número 63⅓ al final del título. En realidad, el juego en sí está lleno de detalles mofándose de otros juegos de lucha similares. Uno de los ejemplos es la barra de tres niveles que se debe llenar para desencadenar súper combos, como la que se puede encontrar en el Street Fighter Alpha. También se utilizan bloqueos al igual que en el Street Fighter III, y muchos de los súper ataques son claramente variaciones de ataques de la serie Street Fighter en general. También cuenta con un sistema de combos parecido al de Killer Instinct, aunque se burla de los nombres combinados (por ejemplo, "Pequeñito Combo", o "Triple Combo Betty Brown"). También hace burla de las fatalities de Mortal Kombat en este caso conocidas como "Claytalities". Hasta Michael Buffer, el relator de las luchas, comienza cada pelea con un juego de palabras en inglés proveniente de su famosa frase "Let's get ready to rumble!" cambiándola a "Let's get ready to crumble!".
El juego posee 26 diferentes arenas, las cuales tienen la particularidad de que durante los combates, los jugadores tienen la posibilidad de empujar a golpes a sus oponentes hacia diferentes salas de pelea. Luego de ser empujados, ambos personajes continúan la lucha en esa zona.

## Personajes
Hay 12 combatientes en total, algunos provenientes de las precuelas, aunque la mayoría hicieron su debut en este juego. Los nueve primeros están disponibles para jugar desde el comienzo, pero los tres últimos son personajes ocultos que pueden ser desbloqueados mediante códigos secretos.

### Combatientes disponibles
- Bad Mr. Frosty The Fighting Snowman
- Blob
- Bonker
- Kung Pow
- Houngan
- T-Hoppy The Rabbit
- Taffy
- Earthworm Jim
- Ickybod Clay

### Combatientes ocultos
- Sumo Santa
- Dr. Kilnklein
- Boogerman

- Datos: Q2745706